# Гоцзы
Ущелье Гоцзы (также Гоцзыгоу (кит. 果子沟); Талычи, Талки — от каз. Талқы и уйг. تەلكى‎, Талки, или Талкинское ущелье, Талкидаван) прорезает хребет Боро-Хоро и служит связующим звеном между высокогорным котлованом озера Сайрам-Нур на высоте более 2 000 м на севере и долиной реки Или на высоте около 500 м над у. м. на юге.

## История
Исторически данное ущелье имело важное стратегическое значение. Согласно преданию, ущелье прорубили войска Чагатая, который был вторым сыном Чингисхана.
В монгольскую эпоху ущелье выполняло важную роль пусть труднопроходимого, но всё же связующего звена между различными частями Монгольской империи.
Во второй половине XX века по дну ущелья власти КНР проложили трассу Урумчи-Хочэн-Кульджа (входит в состав национальной автодороги G-312), а в начале XXI века — участок скоростного шоссе G-30.
В 2011 году у северного входа в ущелье был построен крупный автомобильный мост. Из-за влияния высотной поясности, в ущелье часто можно наблюдать флору и фауну всех 4-х времён года, из-за чего ущелье получило разные метафорические названия: «долина тысячи цветов» и «райский уголок».